# Child of the Future
Child of the Future è il tredicesimo album in studio della band norvegese Motorpsycho che uscì il 7 agosto 2009 per la Rune Grammofon e la Stickman Records. Uscì per il ventesimo anniversario della band e per celebrare questo traguardo fu messo in commercio solo in LP e, per questa peculiarità, risulta praticamente introvabile.
L'album fu registrato da Steve Albini mentre la copertina fu creata da Kim Hiorthøy.

## Tracce
Lato A
1. The Ozzylot (Hidden in a Girl) – 4:30
2. Riding the Tiger – 5:25
3. Whole Lotta Diana – 8:57

Lato B
1. Cornucopia (...Or Satan, Uh... Something) – 6:24
2. Mr. Victim – 4:17
3. The Waiting Game – 4:57
4. Child of the Future – 5:00

Autori: A1,B3,B4 di Sæther, A2,B1,B2 di Ryan/Sæther, A3 di Kapstad/Sæther.

## Componenti
- Bent Sæther: voce, basso, chitarre, tastiere
- Hans Magnus Ryan: chitarre, voce, tastiere
- Kenneth Kapstad: batteria

con:
- Larry Space (Lars Lien): piano in Cornucopia